# U-510
| U-510                                                                                                | U-510 | U-510 |
| --- | --- | --- |
| U 510                                                                                                | | |
| | | |
| Зображення підводного човна U-505, однотипного з U-510                                               | | |
| Верф                                                                                                 | Deutsche Werft, Гамбург | Deutsche Werft, Гамбург |
| Під прапором                                                                                         | Третій Рейх Франція | Третій Рейх Франція |
| Належність                                                                                           | Крігсмаріне · Військово-морські сили Франції | Крігсмаріне · Військово-морські сили Франції |
| Порт приписки                                                                                        | Штеттін Лор'ян Фленсбург | Штеттін Лор'ян Фленсбург |
| Замовлення                                                                                           | 20 жовтня 1939 | 20 жовтня 1939 |
| Закладений                                                                                           | 1 листопада 1940 | 1 листопада 1940 |
| Спуск на воду                                                                                        | 4 вересня 1941 | 4 вересня 1941 |
| Введений до складу флоту                                                                             | 25 листопада 1941 | 25 листопада 1941 |
| На службі                                                                                            | 1941—1945 1947—1959 | 1941—1945 1947—1959 |
| Сучасний статус                                                                                      | 1960 року списаний на брухт | 1960 року списаний на брухт |
| Бойовий досвід                                                                                       | Друга світова війна Битва за Атлантику | Друга світова війна Битва за Атлантику |
| Проєкт                                                                                               | | |
| Тип ПЧ                                                                                               | великий океанський торпедний ДПЧ | великий океанський торпедний ДПЧ |
| Основні характеристики                                                                               | | |
| Швидкість (надводна)                                                                                 | 18,2 вузла (33,7 км/год) | 18,2 вузла (33,7 км/год) |
| Швидкість (підводна)                                                                                 | 7,3 (13,5 км/год) | 7,3 (13,5 км/год) |
| Робоча глибина занурення                                                                             | 100 м | 100 м |
| Гранична глибина занурення                                                                           | 230 м | 230 м |
| Дальність плавання                                                                                   | 64 милі (119 км) на швидкості 4 вузли (7,4 км/год) (у підводному положенні) 13 450 морських миль (24 910 км на швидкості 10 вузлів (19 км/год) (у надводному положенні) | 64 милі (119 км) на швидкості 4 вузли (7,4 км/год) (у підводному положенні) 13 450 морських миль (24 910 км на швидкості 10 вузлів (19 км/год) (у надводному положенні) |
| Екіпаж                                                                                               | 48 офіцерів та матросів | 48 офіцерів та матросів |
| Розміри                                                                                              | | |
| Довжина найбільша (по КВЛ)                                                                           | 76,76 м | 76,76 м |
| Ширина корпусу найб.                                                                                 | 6,76 м | 6,76 м |
| Висота                                                                                               | 9,6 м | 9,6 м |
| Середня осадка (по КВЛ)                                                                              | 4,7 м | 4,7 м |
| Водотоннажність надводна                                                                             | 1120 т | 1120 т |
| Водотоннажність підводна                                                                             | 1232 т | 1232 т |
| Силова установка                                                                                     | | |
| Дизель-електрична: 2 дизельні двигуни MAN M 9 V 40/46 2 електродвигуни Siemens-Schuckert 2 GU 345/34 | | |
| Гвинти                                                                                               | 2 | 2 |
| Потужність                                                                                           | 2 × 2 200 к.с. (дизелі) 2 × 740 к.с. (електродвигуни) | 2 × 2 200 к.с. (дизелі) 2 × 740 к.с. (електродвигуни) |
| Озброєння                                                                                            | | |
| Артилерія                                                                                            | 1 × 105-мм палубна гармата SK C/32 | 1 × 105-мм палубна гармата SK C/32 |
| Торпедно- мінне озброєння                                                                            | 4 носових і 2 кормових ТА; 24 торпеди або 48 мін TMA чи TMB | 4 носових і 2 кормових ТА; 24 торпеди або 48 мін TMA чи TMB |
| ППО                                                                                                  | 1 × 37-мм зенітна гармата SKC/30 2 (1 × 2) × 20-мм зенітні гармати FlaK 30                                                                                              | 1 × 37-мм зенітна гармата SKC/30 2 (1 × 2) × 20-мм зенітні гармати FlaK 30                                                                                              |

U-510 — німецький великий океанський підводний човен типу IXC, що входив до складу Військово-морських сил Третього Рейху за часів Другої світової війни. Закладений 1 листопада 1940 року на верфі Deutsche Werft у Гамбурзі під будівельним номером 306. Спущений на воду 4 вересня 1941 року, а 25 листопада 1941 року корабель увійшов до складу ВМС нацистської Німеччини.

## Історія служби
U-510 належав до серії німецьких підводних човнів типу IXC, великих океанських човнів, призначених діяти на морських комунікаціях противника на далеких відстанях у відкритому океані. Човнів цього типу було випущено 54 одиниці і вони дуже успішно та результативно проявили себе в ході бойових дій в Атлантиці. 25 листопада 1941 року U-510 розпочав службу у складі 4-ї навчальної флотилії, а з 1 серпня 1942 року переведений до бойового складу 10-ї флотилії ПЧ Крігсмаріне. 1 жовтня 1944 року перейшов до бойового складу 33-ї флотилії ПЧ.
З липня 1942 року і до квітня 1945 року U-510 здійснив 7 бойових походів в Атлантичний та Індійський океани, в яких провів 574 дні. Човен потопив 11 торговельних суден (71 100 GRT) і 1 допоміжне військове судно (249 GRT), також завдав трьом суднам тотальних пошкоджень (24 338 GRT) та 8 суден пошкодив (53 289 GRT).
10 травня 1945 року американці захопили U-510 у Сен-Назері. Трофейний німецький підводний човен був переданий французам у 1946 році, 24 червня 1947 року після відновлення його включили до складу ВМС Франції, перейменувавши на «Буан» (S.612). 1 травня 1959 субмарину вивели зі складу бойових сил підводного флоту, 23 листопада 1959 року змінили номер на Q 176, згодом списали і наступного року розібрали на брухт.

## Командири підводного човна
- Фрегаттен-капітан Карл Найцель (25 листопада 1941 — 21 травня 1943)
- Корветтен-капітан Альфред Айк (22 травня 1943 — 9 травня 1945)

## Перелік уражених U-510 суден у бойових походах
| №                                                            | Дата            | Командир ПЧ           | Назва               | Тип                | Належність                              | Водотоннажність (брт) | Вантаж | Конвой        | Результат та координати                                                              | Наслідки атаки для екіпажу       | Прим.                    |
| ------------------------------------------------------------ | --------------- | --------------------- | ------------------- | ------------------ | --------------------------------------- | --------------------- | --- | ------------- | ------------------------------------------------------------------------------------ | -------------------------------- | ------------------------ |
| Перший похід (07.07—13.09.1942, 69 діб; Кіль—Лор'ян)         |                 |                       |                     |                    |                                         |                       | |               |                                                                                      |                                  |                          |
| 1                                                            | 2 серпня 1942   | Korvkpt. Карл Найцель | Maldonado           | суховантажне судно | Уругвай                                 | 5 285                 | 7000 тонн консервів, шкір, вовни та жирів                                                                                    |               | потоплено 28°20′ пн. ш. 63°10′ зх. д. / 28.333° пн. ш. 63.167° зх. д.                | 49 (усі вціліли)                 |                          |
| 2                                                            | 10 серпня 1942  | Korvkpt. Карл Найцель | Alexia              | танкер             | Велика Британія                         | 8016                  | баласт |               | пошкоджений 16°50′ пн. ш. 60°40′ зх. д. / 16.833° пн. ш. 60.667° зх. д.              | 64 (усі вціліли)                 |                          |
| 3                                                            | 19 серпня 1942  | Korvkpt. Карл Найцель | Cressington Court   | суховантажне судно | Велика Британія                         | 4971                  | 7362 тонни державних запасів і генеральних вантажів                                                                          | Конвой TRIN-1 | потоплено 07°58′ пн. ш. 46°00′ зх. д. / 7.967° пн. ш. 46.000° зх. д.                 | 44 (8 загинули та 36 вціліли)    |                          |
| Другий похід (14.10—12.12.1942, 60 діб; Лор'ян—Лор'ян)       |                 | Korvkpt. Карл Найцель |                     |                    |                                         |                       | |               |                                                                                      |                                  |                          |
| 4                                                            | 31 жовтня 1942  | Korvkpt. Карл Найцель | Alaska              | суховантажне судно | Норвегія                                | 5681                  | | Конвой SL 125 | пошкоджено 36°06′ пн. ш. 16°59′ зх. д. / 36.100° пн. ш. 16.983° зх. д.               | ? (0 загиблих та ? вцілілих)     |                          |
| Третій похід (16.01—16.04.1943, 91 доба; Лор'ян—Лор'ян)      |                 | Korvkpt. Карл Найцель |                     |                    |                                         |                       | |               |                                                                                      |                                  |                          |
| 5                                                            | 9 березня 1943  | Korvkpt. Карл Найцель | George G. Meade     | суховантажне судно | США                                     | 7 176                 | баласт | Конвой BT 6   | пошкоджено 07°11′ пн. ш. 52°30′ зх. д. / 7.183° пн. ш. 52.500° зх. д.                | 66 (усі вижили)                  | судно класу «Ліберті»    |
| 6                                                            | 9 березня 1943  | Korvkpt. Карл Найцель | Kelvinbank          | суховантажне судно | Велика Британія                         | 3 872                 | баласт | Конвой BT 6   | потоплено 07°24′ пн. ш. 52°11′ зх. д. / 7.400° пн. ш. 52.183° зх. д.                 | 60 (29 загинуло та 31 вижив)     |                          |
| 7                                                            | 9 березня 1943  | Korvkpt. Карл Найцель | Joseph Rodman Drake | суховантажне судно | США                                     | 7 181                 | | Конвой BT 6   | пошкоджено 07°11′ пн. ш. 52°30′ зх. д. / 7.183° пн. ш. 52.500° зх. д.                | 67 (усі вижили)                  | судно класу «Ліберті»    |
| 8                                                            | 9 березня 1943  | Korvkpt. Карл Найцель | Tabitha Brown       | суховантажне судно | США                                     | 7 176                 | | Конвой BT 6   | пошкоджено 07°11′ пн. ш. 52°30′ зх. д. / 7.183° пн. ш. 52.500° зх. д.                | ? (0 загиблих та ? вцілілих)     | судно класу «Ліберті»    |
| 9                                                            | 9 березня 1943  | Korvkpt. Карл Найцель | Mark Hanna          | суховантажне судно | США                                     | 7 176                 | баласт | Конвой BT 6   | пошкоджено 07°40′ пн. ш. 52°07′ зх. д. / 7.667° пн. ш. 52.117° зх. д.                | 66 (усі вижили)                  | судно класу «Ліберті»    |
| 10                                                           | 9 березня 1943  | Korvkpt. Карл Найцель | James Smith         | суховантажне судно | США                                     | 7 181                 | баласт | Конвой BT 6   | пошкоджено 07°40′ пн. ш. 52°07′ зх. д. / 7.667° пн. ш. 52.117° зх. д.                | 58 (11 загиблих та 47 вцілілих)  | судно класу «Ліберті»    |
| 11                                                           | 9 березня 1943  | Korvkpt. Карл Найцель | Thomas Ruffin       | суховантажне судно | США                                     | 7 191                 | баласт | Конвой BT 6   | тотально зруйновано 07°40′ пн. ш. 52°07′ зх. д. / 7.667° пн. ш. 52.117° зх. д.       | 58 (6 загиблих та 52 вцілілих)   | судно класу «Ліберті»    |
| 12                                                           | 9 березня 1943  | Korvkpt. Карл Найцель | James K. Polk       | суховантажне судно | США                                     | 7 177                 | баласт | Конвой BT 6   | тотально зруйновано 07°40′ пн. ш. 52°07′ зх. д. / 7.667° пн. ш. 52.117° зх. д.       | 65 (1 загиблий та 64 вцілілих)   | судно класу «Ліберті»    |
| Четвертий похід (03.06—29.08.1943, 88 діб; Лор'ян—Лор'ян)    |                 |                       |                     |                    |                                         |                       | |               |                                                                                      |                                  |                          |
| 13                                                           | 8 липня 1943    | Oblt. Альфред Айк     | B.P. Newton         | танкер             | Норвегія                                | 10 324                | 14 700 тонн авіаційного палива                                                                                               | Конвой TJ 1   | потоплений 05°50′ пн. ш. 50°20′ зх. д. / 5.833° пн. ш. 50.333° зх. д.                | 47 (23 загинуло та 24 вціліло)   |                          |
| 14                                                           | 8 липня 1943    | Oblt. Альфред Айк     | Eldena              | суховантажне судно | США                                     | 6900                  | 7640 тонн генеральних вантажів і 18 мішків пошти для Дурбана і Кейптауна                                                     | Конвой TJ 1   | потоплено 05°50′ пн. ш. 50°20′ зх. д. / 5.833° пн. ш. 50.333° зх. д.                 | 66 (усі вижили)                  |                          |
| 15                                                           | 8 липня 1943    | Oblt. Альфред Айк     | Everagra            | суховантажне судно | Латвія                                  | 3 702                 | | Конвой TJ 1   | пошкоджено 05°50′ пн. ш. 50°20′ зх. д. / 5.833° пн. ш. 50.333° зх. д.                | ? (0 загиблих та ? вцілілих)     |                          |
| 16                                                           | 10 липня 1943   | Oblt. Альфред Айк     | Scandinavia         | суховантажне судно | Швеція                                  | 1 641                 | Генеральні вантажі, включаючи частини машин, сталь, папір, шкіри та нафту                                                    |               | потоплено 08°21′ пн. ш. 48°30′ зх. д. / 8.350° пн. ш. 48.500° зх. д.                 | 25 (усі вижили)                  |                          |
| П'ятий похід (03.11.1943—05.04.1944, 155 діб; Лор'ян—Пінанг) |                 | Oblt. Альфред Айк     |                     |                    |                                         |                       | |               |                                                                                      |                                  |                          |
| 17                                                           | 22 лютого 1944  | Oblt. Альфред Айк     | San Alvaro          | танкер             | Велика Британія                         | 7 385                 | 11 тис. тонн моторного спирту та дизельного палива                                                                           | Конвой PA 69  | потоплений 13°46′ пн. ш. 48°49′ сх. д. / 13.767° пн. ш. 48.817° сх. д.               | 53 (1 загиблий та 52 вижили)     |                          |
| 18                                                           | 22 лютого 1944  | Oblt. Альфред Айк     | Erling Brøvig       | танкер             | Норвегія                                | 7 385                 | нафта | Конвой PA 69  | безповоротно зруйнований 13°50′ пн. ш. 48°49′ сх. д. / 13.833° пн. ш. 48.817° сх. д. | 45 (усі вижили)                  |                          |
| 19                                                           | 22 лютого 1944  | Oblt. Альфред Айк     | E.G. Seubert        | танкер             | США                                     | 9 181                 | 79 000 барелів адміралтейського палива                                                                                       | Конвой PA 69  | потоплений 13°50′ пн. ш. 48°49′ сх. д. / 13.833° пн. ш. 48.817° сх. д.               | 70 (6 загиблих та 64 вцілілих)   |                          |
| 20                                                           | 7 березня 1944  | Oblt. Альфред Айк     | Tarifa              | суховантажне судно | Норвегія                                | 7 229                 | Генеральні вантажі, включаючи 8240 тонн фосфатів, 1290 тонн сирої нафти і 500 мішків пошти                                   |               | потоплено 12°48′ пн. ш. 58°44′ сх. д. / 12.800° пн. ш. 58.733° сх. д.                | 149 (3 загиблих та 146 вцілілих) |                          |
| 21                                                           | 19 березня 1944 | Oblt. Альфред Айк     | John A. Poor        | суховантажне судно | США                                     | 7 176                 | 6300 тонн ільменіту і 2100 тонн генеральних вантажів, включаючи килимки, горіхи кеш'ю, джут, шкури, брухт і 100 мішків пошти |               | потоплено 13°58′ пн. ш. 70°30′ сх. д. / 13.967° пн. ш. 70.500° сх. д.                | 73 (34 загиблих та 39 вцілілих)  | судно класу «Ліберті»    |
| 22                                                           | 27 березня 1944 | Oblt. Альфред Айк     | «Маалой»            | мінний тральщик    | Військово-морські сили Великої Британії | 249                   | |               | потоплений 05°25′ пн. ш. 77°32′ сх. д. / 5.417° пн. ш. 77.533° сх. д.                | 26 (усі загинули)                |                          |
| Сьомий похід (11.01—23.04.1945, 103 доби; Батавія—Сен-Назер) |                 | Oblt. Альфред Айк     |                     |                    |                                         |                       | |               |                                                                                      |                                  |                          |
| 23                                                           | 23 лютого 1945  | Oblt. Альфред Айк     | Point Pleasant Park | суховантажне судно | Канада                                  | 7 136                 | Генеральні вантажі |               | потоплено 29°42′ пд. ш. 09°58′ сх. д. / 29.700° пд. ш. 9.967° сх. д.                 | 58 (9 загиблих та 49 вцілілих)   | судно класу «Норт Сендз» |